# Alternativa Popular Revolucionaria
La Alternativa Popular Revolucionaria (APR) es una coalición política de izquierda chavista de Venezuela contraria a la administración de Nicolás Maduro.
Fue creada en vísperas de las elecciones parlamentarias de Venezuela de 2020 para agrupar a las fuerzas políticas y sociales que apoyan una profundización y radicalización en clave revolucionaria del proyecto político en curso en Venezuela denominado como «proceso bolivariano» fundado por Hugo Chávez. Inicialmente se limitaban a buscar un «desmarque de la política gubernamental» de Maduro; sin embargo, desde mediados de 2021, de acuerdo con Óscar Figuera, se consideran parte de la «oposición revolucionaria».

## Posiciones políticas
Esta coalición está conformada por organizaciones políticas y movimientos sociales de distintas tradiciones, pero que comparten una crítica contra la política interna del Gobierno de Nicolás Maduro. Asimismo, la APR defiende una «salida revolucionaria» de la crisis que atraviesa el país desde 2013. De igual manera, Óscar Figuera, secretario general del Partido Comunista de Venezuela (PCV), afirma que en Venezuela existe una crisis de lo que denomina «modelo capitalista rentista venezolano» que se ve agravada por sanciones contra el país y que el Gobierno venezolano ante esto ha desarrollado una «salida» que «no beneficia al pueblo», sino que defiende una «vía reformista». Asimismo, Figuera señala que previo a las sanciones de Estados Unidos, Venezuela ya se encontraba en una crisis producida en parte por una política económica de importaciones masivas subsidiadas a través de la renta petrolera y la resolución del Gobierno de Nicolás Maduro de dedicarse al pago de la deuda externa, en lugar invertir en industrializar al país y en desarrollar el campo venezolano.
Por otra parte, Óscar Figuera ha afirmado que en Venezuela existe democracia, pero hay una «tendencia hacia el autoritarismo». De igual manera, Figuera reconoció la violación de derechos humanos en Venezuela, pero no de manera sistemática. Asimismo, Figuera considera que existe en Venezuela un «nuevo pacto de élites».
Según Pedro Eusse, dirigente del Partido Comunista, la coalición consistía en un «deslinde electoral», pero no de una ruptura en sí con la Administración de Nicolás Maduro. En este sentido, Óscar Figuera afirmaba que compartían la política exterior del Gobierno de Maduro, pero no su política interna. Asimismo, Figuera señalaba que en caso de rectificación de la política nacional se podría considerar restablecer alianzas con el gobierno de Maduro. Sin embargo, desde mediados de 2021, Figuera declaró que se consideran parte de la «oposición revolucionaria».
Aunque fue fundada en vísperas de elecciones parlamentarias, sus miembros ven a la APR como una organización que debe trascender lo electoral.
Por otra parte, entre sus propuestas está la reactivación del aparato productivo nacional donde se incluya una gestión de dirección múltiple de las empresas en la cual participen los trabajadores de las mismas, así como también la articulación de las empresas con las comunas aledañas a estas.

## Historia

### Antecedentes y fundación
El surgimiento de la Alternativa Popular Revolucionaria como coalición que trata de trascender lo electoral, aunque en el marco de las elecciones parlamentarias de 2020, coincide con una serie de intervenciones del Tribunal Supremo de Justicia en las directivas de algunos partidos que habían formado parte del Gran Polo Patriótico Simón Bolívar como Tupamaro y Patria Para Todos. Incluso el PCV denunció el seguimiento del Servicio Bolivariano de Inteligencia Nacional (SEBIN) en su sede de Puerto Cabello.
La organización Lucha de Clases venia planteando la necesidad de construir una Alternativa Revolucionaria, desde febrero del 2018, cuando publicaron en su página web el siguiente mensaje

Carta a los camaradas del PCV, PPT, Plataforma Patria Rebelde, Plataforma Popular Constituyente y a los Movimientos Sociales y el Poder Popular Bolivariano en general

Volver a Chávez y  Renovar la Esperanza, por una Alternativa Revolucionaria

Nuestro deber en este periodo histórico es construir una alternativa, plantear al pueblo oprimido una solución revolucionaria a la crisis. Este sigue siendo el mismo pueblo que en abril de 2002 derrotó al imperialismo y trajo de vuelta a Chávez, que en diciembre de 2002- enero 2003 derrotó a FEDECAMARAS y el paro petrolero, que en 2006 escogió la vía del socialismo y que ha derrotado cuanta violencia guarimbera le ha colocado la derecha en el camino.

Anteriormente, en junio de 2019, el Partido Comunista de Venezuela se separó de un pacto que había acordado con el Partido Socialista Unido de Venezuela al denunciar que el Gobierno de Maduro había incumplido con este pacto y estaba aplicando reformas de corte liberal.
De igual manera, el Partido Comunista realizó el XVII Pleno de su comité central del 2 y 3 de julio de 2020 en el cual acordaron formar una alianza alternativa para lograr una «salida revolucionaria» a la crisis venezolana. Por su parte, Patria Para Todos acordó por decisión mayoritaria la alianza con el PCV y otros movimientos sociales para las elecciones parlamentarias de 2020. Asimismo, la organización Lucha de Clases —que forma parte de la Corriente Marxista Internacional— llevaba levantando desde hace varios años también una propuesta de una alianza alternativa de izquierda.
Por su parte, Leander Pérez, militante del PPT, asegura que la APR deriva también de las discusiones que desarrollaban las organizaciones que conformaban el Frente Popular Antifascista y Antiimperialista.
Más tarde, el 1 de agosto de 2020 se realizó una reunión plenaria entre distintas organizaciones de izquierda donde se acuerda crear la «Alternativa Popular Revolucionaria por Venezuela (APRV)». Después, el 11 de agosto de 2020, publican el manifiesto fundacional de la Alternativa Popular Revolucionaria. Posteriormente, la plataforma fue lanzada públicamente el 24 de septiembre de 2020 con un acto en la ciudad de Caracas.
Entre los miembros fundadores de la APR se encuentran el Partido Comunista de Venezuela (PCV), Patria Para Todos (PPT), Izquierda Unida (IU), Lucha de Clases, el Partido Revolucionario del Trabajo (PRT), Movimiento Bolivariano Revolucionario - 200, Red Autónoma de Comuneros, y Somos Lina.
Por otro lado, anteriormente también existió la breve organización Asamblea Popular Revolucionaria (APR) para inicialmente contrarrestar el golpe de Estado de 2002 contra el entonces presidente Hugo Chávez. Esta organización fue también el origen del portal web de izquierda Aporrea. Asimismo, hubo una Alianza Popular Revolucionaria creada en vísperas de las elecciones presidenciales de 2012 en apoyo a la reelección de Hugo Chávez.

### Elecciones parlamentarias de 2020
En el marco de las elecciones parlamentarias de 2020, la Alternativa Popular Revolucionaria usó la tarjeta electoral del PCV, la única legalmente habilitada para participar. El 26 de agosto el PCV inscribió las candidaturas unitarias de la APR para dichas elecciones.
Durante la campaña electoral, distintos candidatos y dirigentes de la APR fueron víctimas de detenciones, agresiones físicas, despidos laborales e incluso de amenazas de muerte. Asimismo, el PCV denunció irregularidades en los simulacros electorales como aparición de candidatos que no corresponden a los postulados por la APR. De igual manera, denunció censura mediática contra sus candidatos y propuestas.
El 25 de agosto de 2020 el TSJ interviene a Compromiso País, uno de los partidos fundadores de la coalición, para cambiar a su directiva.
El 6 de diciembre, en plena jornada electoral, es allanada la sede del PCV en Bachaquero, estado Zulia, y fueron detenidos varios militantes de este partido.
Para esta elección la APR bajo la tarjeta del PCV alcanzaría 168 743 votos; es decir, 2,7 % de apoyo.

### Elecciones regionales de 2021
El 1 de septiembre de 2021 la coalición inscribió sus candidaturas para las elecciones regionales de Venezuela de 2021 bajo la tarjeta del Partido Comunista de Venezuela, pese a las gestiones que desarrollaron otros partidos de la coalición para formalizar sus propias tarjetas. Por su parte, el partido Unidad Política Popular 89 (UPP-89) liderado por Reinaldo Quijada apoyó algunas candidaturas propuestas por la Alternativa Popular Revolucionaria para estas elecciones.
El día 6 de septiembre de 2021 la coalición protestó en contra de la inhabilitación de su candidato Eduardo Samán para la Alcaldía del municipio Libertador de Caracas. Asimismo, el 2 de noviembre denunciaron la inhabilitación de otras cuatro candidaturas para estas elecciones. Posteriormente, el CNE venezolano anuló otras seis candidaturas de la coalición en los estados Bolívar, Sucre, Aragua y Carabobo a pocas horas del cierre de la campaña electoral.
En vista de esta serie de irregularidades en estos comicios, el PCV denunció arbitrariedades en el sistema de postulaciones del CNE, por lo que exigieron auditorías para este sistema. Sin embargo, para Óscar Figuera el problema no se encuentra en la realización del proceso electoral —al cual considera válido dentro del marco de la legalidad venezolana y afirma que permite la participación política de la población—, sino que específicamente critica hechos de «violaciones importantes de los derechos políticos».
Ante la repetición de elecciones en el estado Barinas tras la inhabilitación del ganador Freddy Superlano, el PCV las calificó como «la mayor estafa política contra el pueblo». Asimismo, el partido señaló que esto evidenciaba la carencia de independencia de los poderes públicos en el país.
Dentro de estas elecciones, la APR fue la fuerza política con más candidatos inhabilitados.

## Partidos y movimientos integrantes
| Partido político                                         | Siglas | Fundación | Definición política   |
| -------------------------------------------------------- | ------ | --------- | --------------------- |
| Partido Comunista de Venezuela - Corriente Óscar Figuera | PCV    | 1931      | Marxismo-leninismo    |
| Patria Para Todos - Corriente Rafael Uzcátegui           | PPT    | 1997      | Socialismo libertario |
| Movimiento Tupamaro de Venezuela - Corriente José Pinto  | MRT    | 1998      | Guevarismo            |
| Partido Revolucionario del Trabajo                       | PRT    | 2012      | Marxismo-leninismo    |
| Lucha de Clases - Internacional Comunista Revolucionaria | LdC    | 2010      | Trotskismo            |
| Movimiento Somos Lina                                    | SL     | 2018      | Antiimperialismo      |
| Izquierda Unida                                          | IU     | 2002      | Socialismo            |
| Red Autónoma de Comuneros                                | RAC    | 2009      | Comunalismo           |